# Salvadoris Bergastrild
Salvadoris Bergastrild (Cryptospiza salvadorii), auch als Salvadori-Astrild bezeichnet, ist eine Art aus der Familie der Prachtfinken. Er kommt ausschließlich in Ostafrika vor. Dort ist er stellenweise häufig, das Verbreitungsgebiet ist jedoch sehr disjunkt.
Salvadoris Bergastrild wurde 1892 durch den deutschen Ornithologen Anton Reichenow im Journal für Ornithologie wissenschaftlich beschrieben. Derzeit werden drei Unterarten für diese Art anerkannt. Die IUCN stuft den Bergastrild als nicht gefährdet (least concern) ein.

## Beschreibung
Salvadoris Bergastrild erreicht eine Körperlänge von zwölf Zentimetern. Das Männchen hat einen grünlich olivfarbenen Kopf, der Rücken und der Bürzel sind dunkel karminrot. Das Kinn und die Kehle sind heller als die übrige Unterseite und können je nach Unterart zwischen strohgelb und fahl olivfarben variieren. Die Flügeldeckfedern haben zum Teil deutlich rote Spitzensäume, die inneren Armschwingen breite karminrote Außensäume. Die Körperseiten weisen mehr oder weniger ausgedehnte karminrote Flecken auf. Durch Abnutzung variiert der Farbton des Gefieders stark und kann bräunlicher, grünlicher oder grauer sein. Das Auge ist dunkelbraun mit einem roten Lidrand, der Schnabel ist schwarz.
Die Weibchen ähneln den Männchen, sind insgesamt allerdings etwas matter gefärbt und weisen an den Körperseiten weniger Rot auf.

## Verbreitungsgebiet und Lebensweise
Salvadoris Bergastrild kommt in den Gebirgen Ostafrikas vor. Sein Verbreitungsgebiet reicht vom Süden des Sudans und Äthiopiens bis zu den Bergländern im Nordwesten des Tanganjikasees und den Norden Tansanias. Er bewohnt sowohl das Innere als auch die Randgebiete von dichtem Bergwald und kommt auch in Uferdickichten an Bächen und Flüssen vor. Seine Höhenverbreitung reicht von 1500 von 3000 Metern.
Salvadoris Bergastrilde leben einzeln, in Paaren oder in kleinen Trupps von bis zu sechs Individuen. In Kenia hat man jedoch auch schon Trupps von bis zu fünfzig Individuen beobachtet, die heranreifende Grassamen in Randstreifen von Agrarflächen fraßen.
Der Salvadoris Bergastrild ernährt sich von kleinen Sämereien, vor allem von Arten der Borstenhirsen. Daneben frisst er auch Samen von Springkräutern. Vermutlich spielen auch Insekten in seiner Ernährung eine Rolle. Die Nahrung wird überwiegend auf dem Boden gefunden. Wie andere Arten der Bergastrilde ist auch Salvadoris Bergastrild ein scheuer und schwer zu beobachtender Vogel. Bei Störungen sucht er sofort Deckung im Blattwerk.
Das Nest wird aus Gras und Fasern erbaut und befindet sich zwei bis vier Meter über dem Erdboden. Es handelt sich um ein Kugelnest, das gelegentlich einen bis zu fünf Zentimeter langen seitlichen Eingang aufweist. Das Gelege besteht aus drei bis fünf Eiern. Die Brutzeit variiert in Abhängigkeit vom Verbreitungsgebiet.

## Haltung
Salvadoris Bergastrilde wurden das erste Mal 1933 nach Europa importiert und vom Londoner Zoo gezeigt. Sie werden allerdings bis heute nur sehr vereinzelt im Handel angeboten und selten gehalten. Nachzuchten sind entsprechend selten. Ähnlich wie Reichenows Bergastrild braucht auch Salvadoris Bergastrild gut strukturierte Volieren mit entsprechenden Rückzugsmöglichkeiten.

## Belege

### Weblink
- Cryptospiza salvadorii in der Roten Liste gefährdeter Arten der IUCN 2013.1. Eingestellt von: BirdLife International, 2012. Abgerufen am 16. Oktober 2013.

### Einzelbelege
1. ↑   Fry et al., S. 281
2. ↑   Fry et al., S. 281
3. ↑   Fry et al., S. 281